# Teerhofbrücke

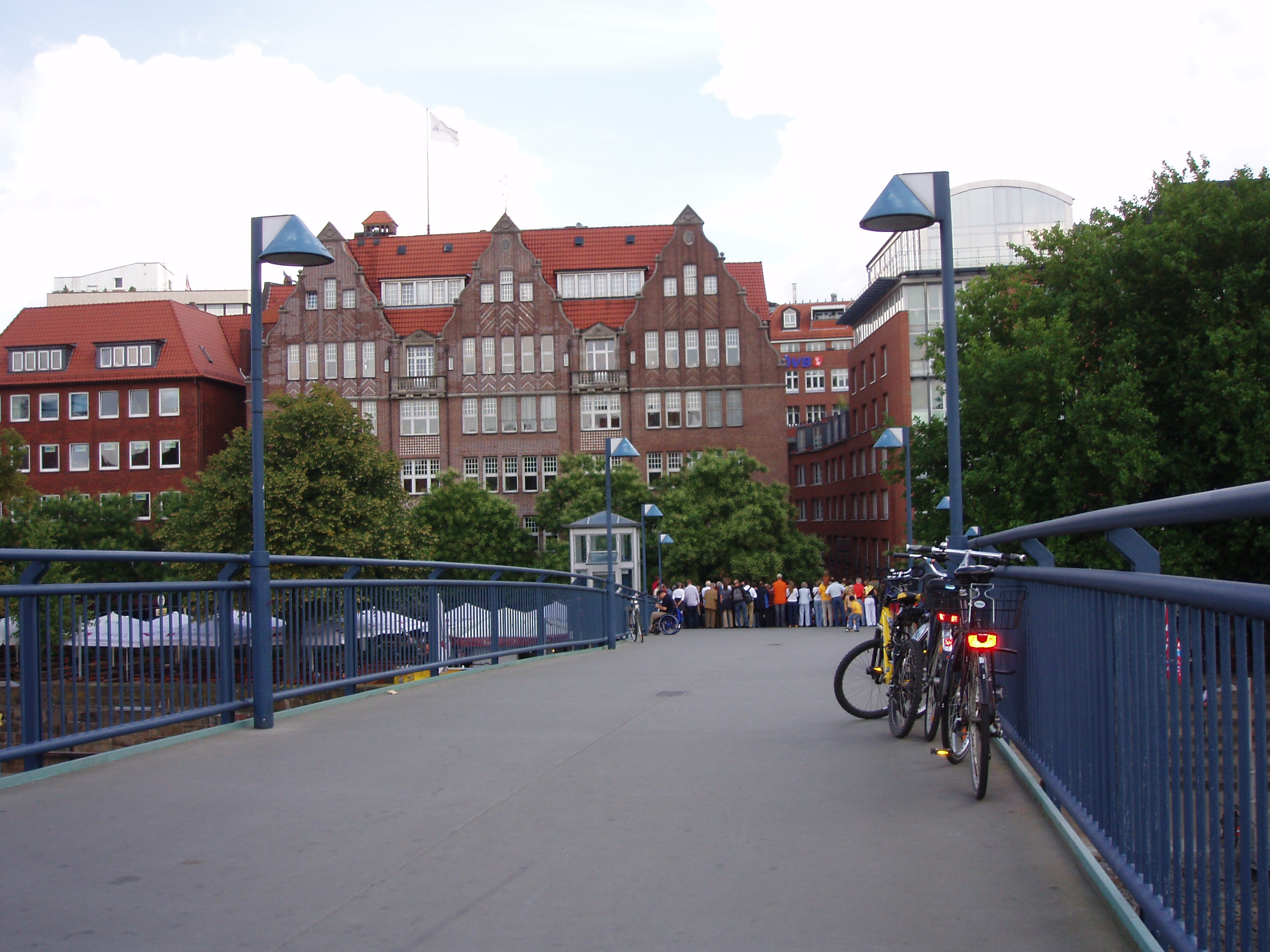
Blick von Brückenmitte in Richtung Schlachte (auf der dortigen Zugangstreppe befinden sich Zuschauer einer Veranstaltung)

Die Teerhofbrücke in Bremen ist eine Fußgängerbrücke über die Weser. Sie verbindet die Weserhalbinsel Teerhof mit der Schlachte und der Bremer Altstadt.

## Geschichte und Beschreibung
Die Teerhofbrücke stellt eine Verbindung zwischen der Bremer Alt- und Neustadt dar, die Fußgängern vorbehalten ist. Zuvor standen Fußgängerverbindungen nur über zwei Straßenbrücken, die jeweils mit Fuß- und Radwegen ausgestattet sind, zur Verfügung – die Wilhelm-Kaisen-Brücke, die den Teerhof an der Südostseite begrenzt, und die Bürgermeister-Smidt-Brücke, die über die Nordwestspitze der Teerhof-Halbinsel verläuft. Bereits in den 1960er Jahren hatten Pläne existiert, nach denen eine „Achse der Freude“ für Fußgänger vom Bürgerpark bis zum Teerhof eingerichtet werden sollte. Damals dachte der frühere Senatsbaudirektor Franz Rosenberg an eine Brücke im Stil des Ponte Vecchio auf der Höhe der Martinikirche. Die Teerhofbrücke wurde dann allerdings an anderer Stelle geplant, um eine Verlängerung der neu geschaffenen Heimlichenstraße zu bilden.
Zudem wurde die Teerhofbrücke etwa mittig zwischen den beiden Straßenbrücken, der Wilhelm-Kaisen-Brücke und der Bürgermeister-Smidt-Brücke, angeordnet. Die so geschaffene (weitere) Fußgängerverbindung von der Bremer Altstadt und der Schlachte zum Teerhof wird von der Halbinsel aus über die schon seit langem bestehende Fußgänger- und Fahrradbrücke über dem Wehr der Kleinen Weser bis zur Bremer Neustadt fortgeführt.

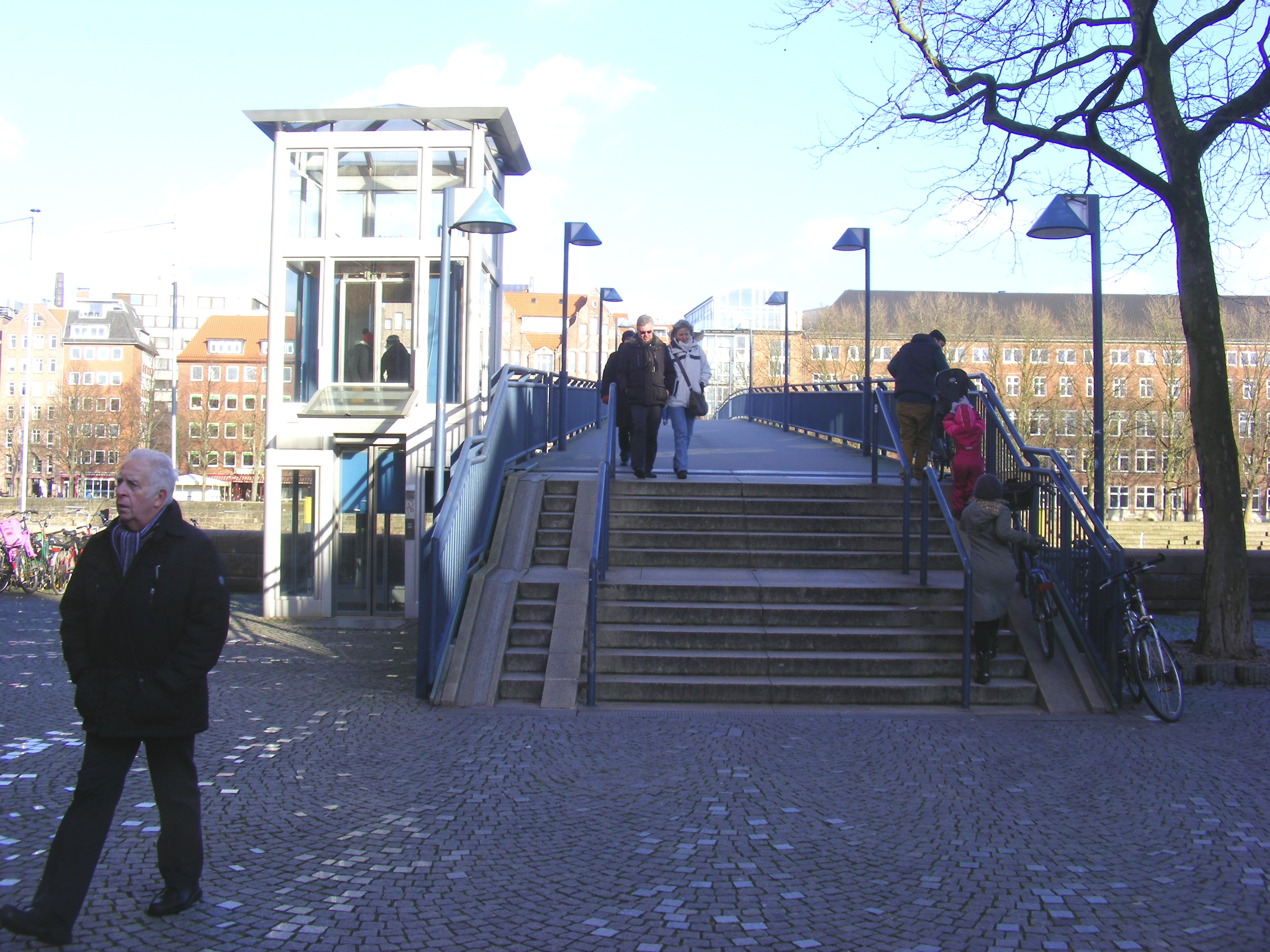
Zugangstreppe zur Brücke auf dem Teerhof; Fahrradfahrer gelangen über Schieberampen auf die Brücke

Die Teerhofbrücke wurde als Ergebnis eines Architektenwettbewerbs 1992/93 nach Entwürfen des Bremer Architekten Dieter Quiram errichtet. Auftraggeber war die Freie Hansestadt Bremen. Der Überbau wurde von einer Arbeitsgemeinschaft aus der Howaldswerke Deutsche Werft Ag in Kiel und der Dortmunder Firma Dörner hergestellt. Die Unterbauten wurden von der Bauunternehmung Aug. Prien GmbH & Co. KG ausgeführt.
Diese transportierte den 420 Tonnen schweren Stahlüberbau der Hohlkastenbrücke komplett montiert auf einem flutbaren Ponton zum Einbauort. Der Bau der Brücke dauerte 14 Monate. Die Baukosten betrugen 13 Millionen DM gegenüber einem Voranschlag von 5,5 Millionen. Grund waren nicht zuletzt die deutlichen Veränderungen gegenüber Quirams ursprünglichem Entwurf.
Die Brücke hat eine Länge von etwa 117,7 Meter (m) und Feldweiten von 100,7 m und 16,0 m. Die Unterbauten wurden aus Stahlbeton errichtet, der Überbau in Verbundbauweise. Der Hohlkörper ist in Grün, das Geländer in Blau gehalten. Der Fußgängerweg über die Brücke ist an der schmalsten Stelle 5,0 m, an der breitesten 12,0 m breit. Zur Schlachte hin wird das Bauwerk durch seinen breiten Treppenabgang aufgeweitet, der bei Veranstaltungen als Sitztribüne dient.
Die geschwungene Brücke ist außer über Treppen auch über Aufzüge zugänglich. Seit 2014 sind diese Aufzüge, die zuvor nur mit dem Euroschlüssel benutzt werden konnten, von 7 bis 22 Uhr frei zugänglich. Dass die Teerhofbrücke nur über Treppen und Aufzüge zu erreichen ist, liegt daran, dass sie höher eingebaut wurde, als ursprünglich vorgesehen. Grund war eine Auflage der Wasser- und Schifffahrtsdirektion. Unter Berufung auf die Richtlinie, dass sämtliche neuen Brücken den Maßen zukünftiger Europaschiffe angepasst sein müssen, bestand die Behörde auf einer Durchfahrtshöhe von 9,5 m auf 65 m Breite. Die benachbarten Weserbrücken erfüllen aufgrund ihres Alters diese Auflage nicht.